# Макарий Солунски (новомъченик)
Макарий Солунски или Нови (на гръцки: Άγιος Μακάριος ο Νέος ο οσιομάρτυρας), е християнски православен светец, преподобномъченик, от XVI век, чиято памет се тачи на 14 септември.

## Биография
Родното му място е неизвестно. Знае се, че е ученик на патриарх Нифонт II Константинополски, с когото се оттегля във Ватопедския манастир. Заедно с брат си Йоасаф придружават Нифонт при обиколките му в Македония и Влашко. В 1505 година се установяват във Ватопед, където остават две години. Макарий заминава за Солун, където открито пред турците започва да проповядва Христовото учение. Османците го бият с дървета, мъчат с ножове и влачат до затвора, където е обезглавен на 14 септември 1507 година.